# Килен (Француска)
Килен (фр. Culin) насеље је и општина у источној Француској у региону Рона-Алпи, у департману Изер која припада префектури Вјен.
По подацима из 2011. године у општини је живело 672 становника, а густина насељености је износила 91,8 становника/km². Општина се простире на површини од 7,32 km². Налази се на средњој надморској висини од 520 метара (максималној 536 m, а минималној 421 m).

## Демографија
| 1962. | 1968. | 1975. | 1982. | 1990. | 1999. | 2011. |
| ----- | ----- | ----- | ----- | ----- | ----- | ----- |
| 251   | 256   | 251   | 336   | 406   | 518   | 672   |

График промене броја становника у току последњих година